# Ehrennadel des Landes Sachsen-Anhalt

Grafische Darstellung der vorhergehenden Ehrennadel des Ministerpräsidenten von Sachsen-Anhalt

Die Ehrennadel des Landes Sachsen-Anhalt wurde am 19. April 2000 durch den damaligen Ministerpräsidenten Reinhard Höppner als staatliche Auszeichnung gestiftet und dient seitdem als Anerkennung für hervorragende ehrenamtliche Tätigkeiten für alle Bürger des Landes Sachsen-Anhalt. Vor der Umbenennung im Jahr 2003, hieß die Auszeichnung „Ehrennadel des Ministerpräsidenten“.

## Verleihungsberechtigter Personenkreis
Die Ehrennadel wird vom Ministerpräsidenten persönlich an Personen verliehen, die seit längerem Zeitraum entsprechende Verdienste in der ehrenamtlichen Tätigkeit erworben haben und dieser Auszeichnung auch würdig sind. Ehrenamtliche Tätigkeiten, für die bereits ein eigenes Ehrenzeichen verliehen wurde, bleiben bei der Verleihung der Ehrennadel außer Betracht, d. h. der zu Beleihende kann mit der Ehrennadel neben einer bereits erhaltenen Auszeichnung geehrt werden.

## Aussehen und Beschaffenheit
Die Ehrennadel zeigt ein achtstrahliges rotes Malteserkreuz. Auf dem Mittelmedaillon ist das Landeswappen von Sachsen-Anhalt zu sehen, welches von der Umschrift: Ehrennadel des Landes (früher „Ehrennadel des Ministerpräsidenten“) umringt wird. Getragen wird die Ehrennadel an der linken oberen Brustseite.

## Antragsbefugnis
Jede Person hat das Recht, Anregungen für die Verleihung der Ehrennadel vorzubringen und an die Vorschlageberechtigten Stellen einzureichen. Vorschlageberechtigte (absteigend sortiert) Stellen sind:
- die Mitglieder der Landesregierung,
- der Präsident des Landesverwaltungsamtes,
- die Landräte sowie
- die Oberbürgermeister der kreisfreien Städte.[4]

Der Antrag muss dabei folgende Angaben enthalten:
- Familien und Vornamen,
- Anschrift, Tag und Ort der Geburt,
- Beruf zum Zeitpunkt des Vorschlags sowie
- eine ausführliche Begründung des Vorschlags sowie bereits erhaltene Titel, Orden oder Ehrenzeichen.

Die so eingereichten Vorschläge werden vertraulich behandelt und überprüft. Gegebenenfalls holt die Vorschlageberechtigte Stelle noch Stellungnahmen Dritter ein, um den örtlichen und sachlichen Bezug zur (ehrenamtlichen) Tätigkeit besser beurteilen zu können. Die Würdigkeit der in Betracht kommenden Person wird zudem durch ein Führungszeugnis durch das Bundeszentralregister festgestellt.

## Verleihungspraxis
Die Aushändigung der Ehrennadel erfolgt durch den Ministerpräsidenten und unterstreicht somit die Bedeutung dieses Ehrenzeichens als Landesauszeichnung. Im Einzelfall kann der Ministerpräsident die Verleihungsbefugnis einer anderen Person übertragen. Mit Aushändigung der Nadel erhält der Beliehene eine vom Ministerpräsidenten unterzeichnete Urkunde, die das Dienstsiegel des Landes Sachsen-Anhalt trägt.

## Entzug der Ehrennadel
Die Ehrennadel kann auch wieder entzogen werden und zwar in Fällen, in denen sich der Träger durch sein Verhalten der Auszeichnung unwürdig erweist, oder wenn ein solches Verhalten erst nach der Verleihung bekannt geworden ist. In diesen Fällen kann der Ministerpräsident die Auszeichnung und die Urkunde wieder einziehen. Bereits verliehene Stücke sind zurückzugeben.

## Stellung der Auszeichnung (Ausschnitt)
1. Verdienstorden des Landes Sachsen-Anhalt
2. Ehrennadel des Landes Sachsen-Anhalt
3. Rettungsmedaille des Landes Sachsen-Anhalt
4. Hochwassermedaille (Sachsen-Anhalt)
5. Brandschutz-Ehrenzeichen (Sachsen-Anhalt)

## Verleihungszahlen
Die Ehrennadel wurde seit ihrer Stiftung im April 2000 insgesamt 776-mal verliehen. (Stand: Ende 2022)